# Numero di Brinkman
Il numero di Brinkman è il numero adimensionale del bilancio di energia interna che esprime il rapporto tra dissipazione viscosa e diffusione termica.
Il numero di Brinkman è stato definito per la prima volta dal fisico olandese Henri Coenraad Brinkman (1908-1961), in modo meno generale della definizione moderna.
L'analogo del numero di Brinkman per il trasporto di materia è il secondo numero di Damköhler.

## Definizione matematica
Il numero di Brinkman è definito come:
{\displaystyle Br={\frac {\tau :\nabla u}{q}},}
dove:
- {\displaystyle \tau } è la tensione deviatorica;
- {\displaystyle u} è la velocità fluidodinamica (in modulo);
- {\displaystyle q} è la densità di corrente termica.

Nel caso siano valide la legge di Fourier e la legge di Newton, ovvero nell'approssimazione delle equazioni di Navier-Stokes, il numero di Brinkman si esplicita come:
{\displaystyle Br={\frac {\mu \nabla ^{2}u}{k\nabla T}},}

## Applicazioni

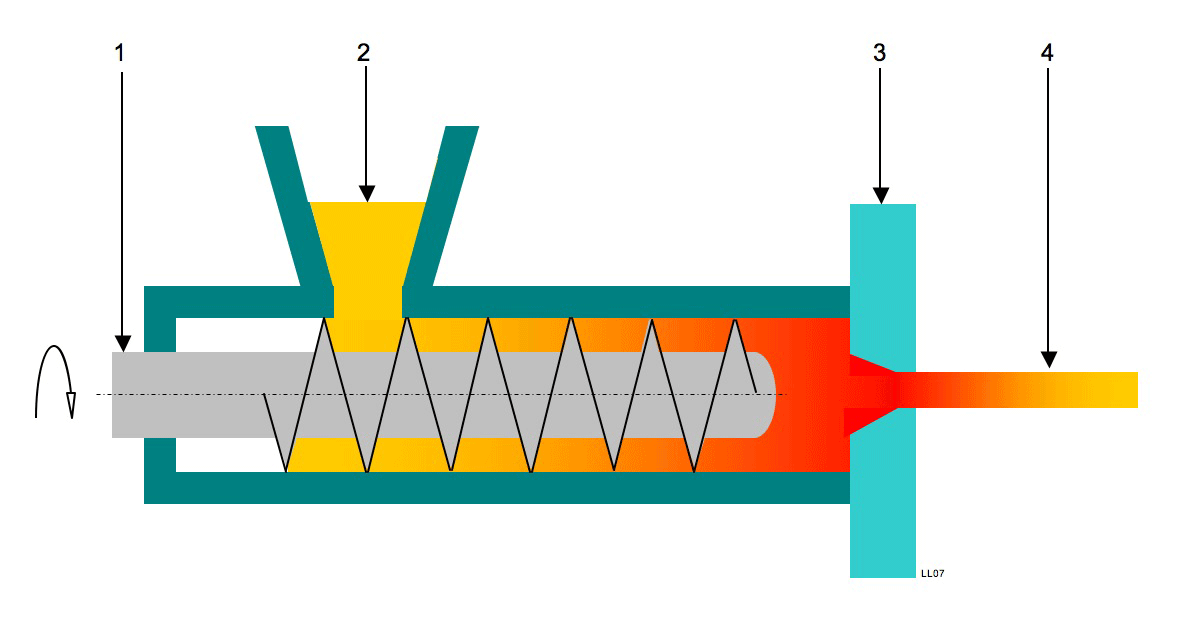
Schema di funzionamento di un estrusore.

Un esempio in cui viene utilizzato il numero di Brinkman è lo studio del processo di estrusione per materie plastiche. Nel processo di estrusione dei polimeri il polimero viene alimentato in forma solida (generalmente in pellet) e subisce all'interno dell'apparecchiatura un processo di fusione, grazie all'apporto di due contributi:
- calore generato per attrito viscoso del polimero con la vite; l'entità di tale contributo è legata alla velocità di rotazione della vite;
- calore scambiato con le pareti del cilindro; tale calore può essere sottratto (tramite acqua di raffreddamento) o fornito (in genere tramite resistenze elettriche).

Il calore scambiato con le pareti del cilindro è necessario a controllare la temperatura delle varie sezioni dell'estrusore, per cui è essenziale che tale calore sia abbastanza elevato da potere contrastare l'azione del calore dissipato per attrito viscoso. Quindi per numeri di Brinkman elevati (ad esempio >2) il controllo della temperatura non è efficace.